# The 1989 World Tour
The 1989 World Tour war die Konzert-Tournee der US-amerikanischen Sängerin Taylor Swift im Jahr 2015. Die Tournee präsentierte ihr 2014 veröffentlichtes Studioalbum 1989 und umfasste 85 Konzerte in Nordamerika, Europa, Asien und Ozeanien.

## Hintergrund
Taylor Swift kündigte am 3. November 2014 ihre vierte Tournee über ihren Twitter-Account an. Außerdem verlinkte sie die Termine der Konzerte der Tour.
Taylor Swift berichtete in einem Interview mit dem Time Magazine:

“The setlist will be predominantly songs from 1989. […] I have so many things I’ve been dreaming up for this. If you look at the makeup of my previous music, as far as production elements go, there are a lot of live drums, acoustic guitars, electric guitars, and live bass. And if you look at the landscape of 1989, it’s mostly synths and automated drums and these kind of big epic synth pad sounds, and key bass, and layered vocals. I have a very big band, there are, what, 14 of us, so what you’re going to end up with is more of a live feel in that it’s going to be filled in and more dramatic with more layers to it, but never to the point where it’s going to feel noisy or overcrowded.”

„Die Setlist wird vorwiegend aus Songs von 1989 bestehen. […] Ich habe mir so viele Dinge erträumt. Wenn man sich den Aufbau meiner vorherigen Musik ansieht, was die Produktionselemente angeht, gibt es eine Menge Live-Drums, Akustikgitarren, E-Gitarren und Live-Bass. Wenn man sich die Stücke von 1989 ansieht, dann handelt es sich hauptsächlich um Synthesizer und automatisierte Drums und epische Synth-Pad-Sounds. Ich habe eine sehr große Band mit 14 Mitgliedern, also ist es eher ein Live-Gefühl, dass es dramatischer mit mehr Ebenen sein wird, aber nie so weit, dass es sich laut oder überfüllt anfühlt.“

## Setlist
1. Welcome to New York
2. New Romantics
3. Blank Space
4. I Knew You Were Trouble
5. I Wish You Would
6. How You Get the Girl
7. I Know Places
8. All You Had to Do Was Stay
9. You Are in Love
10. Clean
11. Love Story
12. Style
13. This Love
14. Bad Blood

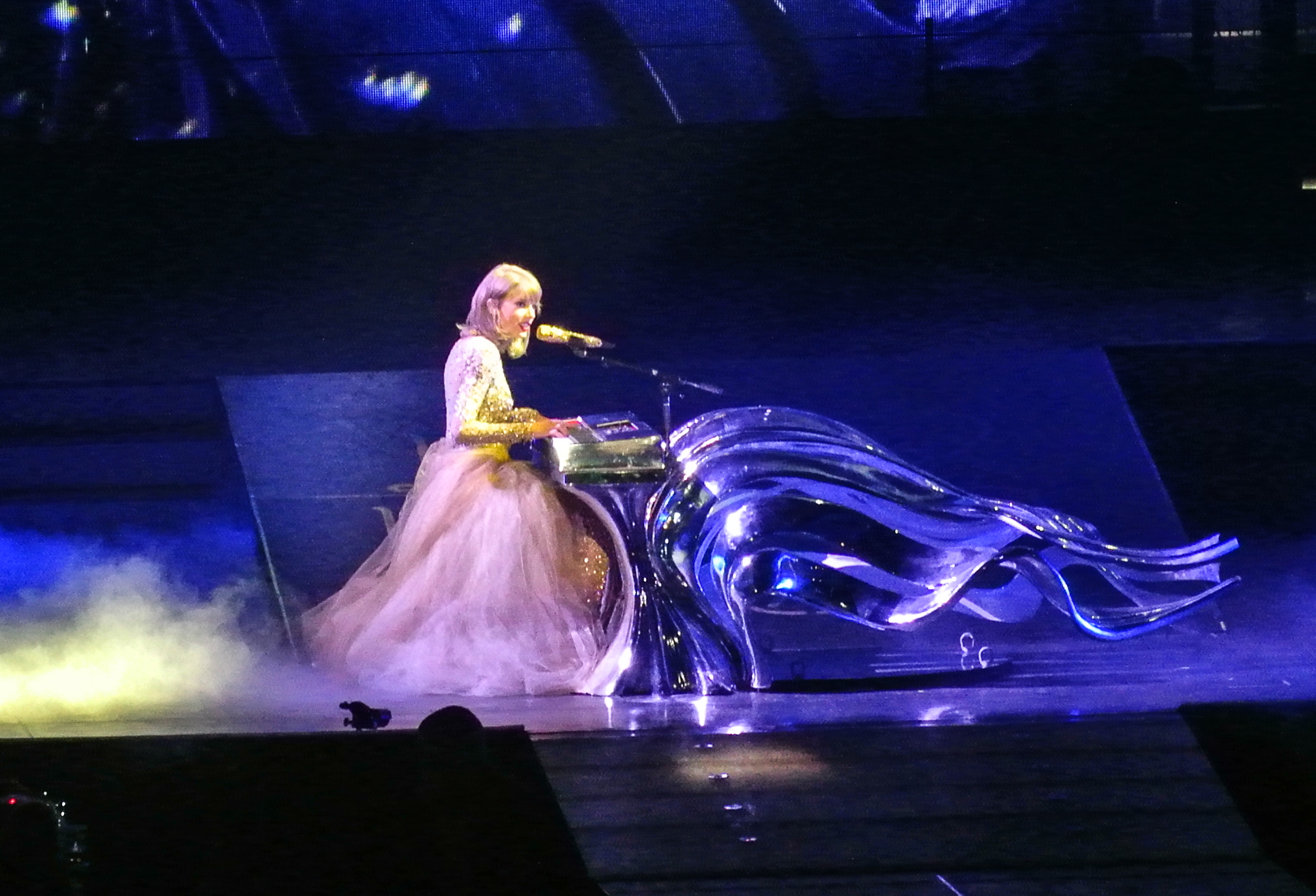
Taylor Swift singt Wildest Dreams

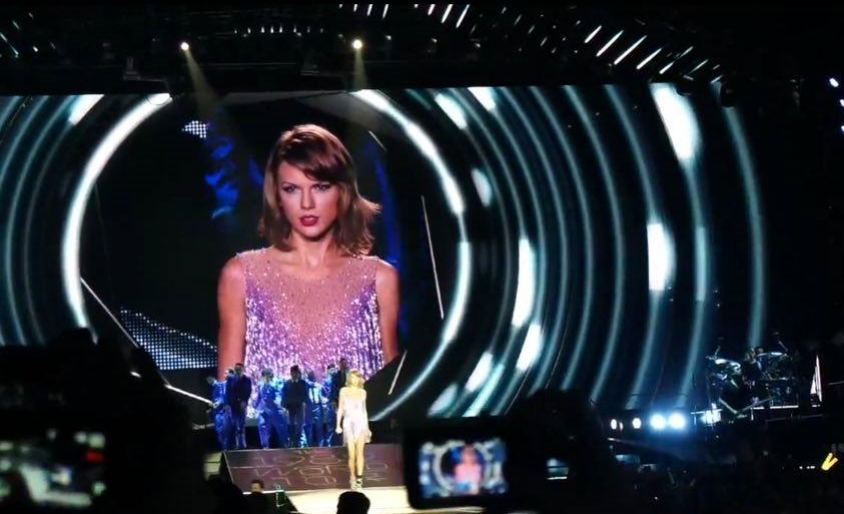
Taylor Swift singt Style

15. We Are Never Ever Getting Back Together
16. Wildest Dreams
17. Out of the Woods
18. Shake It Off[3]